# UniConvertor
UniConvertor es un traductor universal de gráficos vectoriales. Utiliza el motor sK1 para convertir de un formato a otro, y permite convertir de CDR a SVG fácilmente. UniConvertor forma parte de la soluciones de sK1.